# Milíade
Milíade o Milias (en griego antiguo: Μιλυάς, romanizado: Milias, en latín: Milyas)  era un país montañoso del antiguo suroeste de Anatolia (la actual Turquía). Sin embargo, generalmente se describe como la mayor parte del norte del reino sucesor de Licia, así como el sur de Pisidia, hasta Sagalaso (ciudad de esta región), y parte del este de Frigia.  Según Heródoto, las fronteras de Milias nunca fueron fijas.
Sus habitantes utilizaban el endónimo milias (Μιλύαι), o milios. Sin embargo, el nombre más antiguo conocido para los habitantes de la zona es sólimos (sólymoi) (Σόλυμοι), solimi y solimianos, nombres que probablemente derivan del cercano Monte Solimo. Louis Feldman sugirió que los sólimos hablaban originalmente una lengua semítica no atestiguada (esta opinión no es comúnmente apoyada), mientras que el idioma milio era una lengua indoeuropea.

## Toponimia
Más tarde, el nombre de Milias se utilizó a veces para describir solo como una parte de Licia. Sin embargo, tras la ascensión de la dinastía del Imperio seléucida en Siria, el nombre de Milias se limitó a la parte suroccidental de Pisidia, limítrofe con Licia, es decir, el territorio que se extiende desde Termeso hacia el norte hasta el pie del monte Cadmo. Este distrito, cuya parte occidental llevaba el nombre de Cabalia, se describe posteriormente, a veces como una parte de Licia (como por Claudio Ptolomeo) y a veces como parte de Panfilia o Pisidia (como por Plinio el Viejo). Tras la conquista de Antíoco III el Grande, los romanos entregaron el país a Eumenes, aunque los príncipes pisidios siguen siendo mencionados como sus gobernantes.

## Geografía
Los sólimos parecen haber tomado su nombre de una montaña de Anatolia llamada Solimo (más tarde Güllük Dagi).
La mayor parte de Milíade era escarpada y montañosa, pero también contenía algunas llanuras fértiles. El nombre, que no aparece en los poemas de Homero, probablemente pertenecía a los restos de los milias, que habían sido expulsados a las montañas por los invasores de Creta, conocidos como los termilas que más tarde se refirieron a sí mismos como licios. Homero  dice que Belerofonte, habiendo partido de Licia, luchó contra los gloriosos sólimos,  y de la misma forma, Ares, según dice, mató, cuando combatía con los sólimos.
Entre las ciudades y pueblos importantes de Milias se encontraban Cibira, Enoanda, Balbura y Bubon, que formaban la tetrápolis Cibira. Algunos autores mencionan también una ciudad llamada Milias, que debió de estar situada al norte de Termeso, en Pisidia.